# Frontó (poeta)
Frontó, en llatí Phronton, en grec antic Φρόντων, fou un poeta grec.
Fou l'autor de dos epigrames inclosos a l'Antologia grega. Podria ser el retòric d'Emesa que menciona Suides, i diu que va viure a Roma en temps de Septimi Sever i va morir a la ciutat d'Atenes als seixanta anys, i també que era oncle del famós crític Longí, però no és pas el mateix personatge que l'orador romà Marc Corneli Frontó, tutor d'Antoní Pius, amb que sovint alguns autors antics el confonen.